# Championnats d'Europe de karaté juniors et cadets 2004
Les championnats d’Europe de karaté juniors et cadets 2004 ont eu lieu du 13 au 15 février 2004 à Rijeka, en Croatie. Il s'agissait de la 31e édition des championnats d'Europe de karaté juniors et cadets organisés par la Fédération européenne de karaté chaque année.

## Résultats

### Cadets

#### Kata
| Rang | Pays      | Karatéka         |
| ---- | --------- | ---------------- |
| 1    | Allemagne | J. Schinkoethe   |
| 2    | Espagne   | F. Salazar Jover |
| 3    | Pologne   | P. Nochowicz     |
| 3    | France    | D. Pinto         |

| Rang | Pays      | Karatéka             |
| ---- | --------- | -------------------- |
| 1    | Espagne   | E. Martinez Valencia |
| 2    | Slovaquie | K. Longova           |
| 3    | Italie    | Sara Battaglia       |
| 3    | Autriche  | E. Thajer            |

#### Kumitemasculin
| Rang | Pays      | Karatéka      |
| ---- | --------- | ------------- |
| 1    | Italie    | M. Culasso    |
| 2    | Russie    | S. Sinyavskiy |
| 3    | Turquie   | I. Arapoglu   |
| 3    | Allemagne | F. Kunze      |

| Rang | Pays      | Karatéka        |
| ---- | --------- | --------------- |
| 1    | Espagne   | M. Rasero Ruiz  |
| 2    | Italie    | M. Scognamiglio |
| 3    | Allemagne | B. Baecker      |
| 3    | Turquie   | Ömer Kemaloğlu  |

| Rang | Pays      | Karatéka       |
| ---- | --------- | -------------- |
| 1    | Turquie   | E. Erkan       |
| 2    | Russie    | K. Lodzhanidze |
| 3    | Pays-Bas  | Rene Smaal     |
| 3    | Slovaquie | M. Vasek       |

| Rang | Pays      | Karatéka     |
| ---- | --------- | ------------ |
| 1    | Slovaquie | A. Harnicar  |
| 2    | Croatie   | I. Gorjanc   |
| 3    | France    | C. Araminte  |
| 3    | Grèce     | I. Batanidis |

| Rang | Pays               | Karatéka           |
| ---- | ------------------ | ------------------ |
| 1    | Italie             | A. Iarnone         |
| 2    | France             | M. Alonso          |
| 3    | Espagne            | R. Garcia Recuenco |
| 3    | Bosnie-Herzégovine | N. Vojinovic       |

### Juniors

#### Épreuves individuelles

##### Kata
| Rang | Pays        | Karatéka    |
| ---- | ----------- | ----------- |
| 1    | Espagne     | D. Quintero |
| 2    | Italie      | S. Sorbino  |
| 3    | France      | T. Ha       |
| 3    | Biélorussie | S. Semchyk  |

| Rang | Pays               | Karatéka    |
| ---- | ------------------ | ----------- |
| 1    | France             | S. Scordo   |
| 2    | Italie             | A. Zaccaro  |
| 3    | République tchèque | M. Lalakova |
| 3    | Espagne            | M. Ruiz     |

##### Kumite

###### Kumitemasculin
| Rang | Pays     | Karatéka       |
| ---- | -------- | -------------- |
| 1    | Italie   | M. Giuliani    |
| 2    | Belgique | R. Viola       |
| 3    | Estonie  | D. Ahmetov     |
| 3    | Croatie  | Danil Domdjoni |

| Rang | Pays               | Karatéka  |
| ---- | ------------------ | --------- |
| 1    | Bosnie-Herzégovine | N. Mandic |
| 2    | Slovaquie          | P. Simko  |
| 3    | Norvège            | S. Larsen |
| 3    | Ukraine            | O. Shut   |

| Rang | Pays               | Karatéka                |
| ---- | ------------------ | ----------------------- |
| 1    | Turquie            | M. Kurnaz               |
| 2    | Bosnie-Herzégovine | M. Cakic                |
| 3    | Pays de Galles     | D. Godfrey              |
| 3    | Belgique           | Diego Davy Vandeschrick |

| Rang | Pays        | Karatéka     |
| ---- | ----------- | ------------ |
| 1    | Biélorussie | D. Hrachou   |
| 2    | Angleterre  | A. Brown     |
| 3    | Hongrie     | D. Baranyai  |
| 3    | Russie      | R. Touchdiev |

| Rang | Pays        | Karatéka   |
| ---- | ----------- | ---------- |
| 1    | Angleterre  | J. Mongan  |
| 2    | Slovénie    | D. Vozlic  |
| 3    | Italie      | V. Durante |
| 3    | Biélorussie | A. Huts    |

| Rang | Pays                 | Karatéka                 |
| ---- | -------------------- | ------------------------ |
| 1    | Allemagne            | F. Kuehnle               |
| 2    | Grèce                | Spyrídon Margaritópoulos |
| 3    | Serbie-et-Monténégro | A. Cecunjanin            |
| 3    | Russie               | A. Potapov               |

###### Kumiteféminin
| Rang | Pays      | Karatéka         |
| ---- | --------- | ---------------- |
| 1    | Croatie   | J. Kovacevik     |
| 2    | Allemagne | Kora Knühmann    |
| 3    | Turquie   | Vildan Doğan     |
| 3    | Russie    | Elana Ponomareva |

| Rang | Pays               | Karatéka       |
| ---- | ------------------ | -------------- |
| 1    | France             | Lolita Peret   |
| 2    | Bosnie-Herzégovine | M. Suljkanonic |
| 3    | Turquie            | E. Sertdemir   |
| 3    | Allemagne          | J. Gehring     |

| Rang | Pays                 | Karatéka         |
| ---- | -------------------- | ---------------- |
| 1    | Bosnie-Herzégovine   | A. Odzakovic     |
| 2    | Serbie-et-Monténégro | B. Kavurin       |
| 3    | Russie               | A. Novintchanova |
| 3    | Italie               | Greta Vitelli    |

#### Épreuves par équipes

##### Kata
| Rang | Pays        |
| ---- | ----------- |
| 1    | France      |
| 2    | Italie      |
| 3    | Biélorussie |
| 3    | Espagne     |

| Rang | Pays    |
| ---- | ------- |
| 1    | Espagne |
| 2    | Italie  |
| 3    | Croatie |
| 3    | France  |

##### Kumite
| Rang | Pays       |
| ---- | ---------- |
| 1    | Russie     |
| 2    | France     |
| 3    | Angleterre |
| 3    | Espagne    |

| Rang | Pays               |
| ---- | ------------------ |
| 1    | Bosnie-Herzégovine |
| 2    | France             |
| 3    | Allemagne          |
| 3    | Croatie            |